# 澧浦镇
澧浦镇，中華人民共和國浙江省金华市金东区下辖的一个镇。

## 辖区
该镇辖有：	澧浦村、琐园村、前余村、宋宅村、湖北村、江滩村、洪村、晚田畈村、郡塘下村、下西王村、蒲塘村、方山村、派塘村、朱里坞村、山南村、王宅前村、浣纱塘村、上埠头村、下埠头村、郑店村、三角塘村、湖湾村、野毛园村、朱墈头村、山口村、任宅前村、里郑村、长大村、小雅畈村、横路塘村、东张村、后余村、下宅村、下湖桥村、上湖村、王柴头村、赵村、下金潭村、新埠头村、里蒋村、上宅村、南王埠村、下徐村、择树塘村、湾塘村、上屋村、下屋村、长庚村、毛里村、铁店村、上金村、东上邵村、口溪坑村、宅山村、墈塔村、乌珠岭脚村、南宅村、汪碗村、泉塘村、西王村、杨宗宅村、金坞村、平阳村、